# Höhenburg Naugarten
Die Höhenburg Naugarten liegt unmittelbar am Südufer des Naugartener Sees in Naugarten, einem Ortsteil der Gemeinde Nordwestuckermark im Landkreis Uckermark in Brandenburg. Es handelte sich hier um eine Höhenburg, einen slawischen Burgwall, der auf einem natürlichen kleinen Berg errichtet wurde. Die Ausmaße des annähernd quadratischen Burgberges betragen gute 60 mal 60 Meter. Dieser Burgentyp war eher in der mittel- bis jungslawischen Zeit des 10. bis 12. Jahrhunderts anzutreffen. Es dürfte sich um die Nachfolgeburg der Niederungsburg gehandelt haben. Auf dem Plateau des Schloßberges befand sich der Adelssitz eines lokalen slawischen Lokators. Wallanlagen sind auf dem Plateau nicht zu erkennen. Durch die natürliche Schutzlage reichten wohl einfache Palisaden zum Schutz aus. Spätestens um 1150 kam das Gebiet in deutsche Hände, und der Schloßberg dürfte als slawische Burg aufgegeben worden sein. Die deutschen Einwanderer nutzten das Schloßberggelände aber weiterhin als Burg. Der ursprüngliche Ortsname der Siedlung lautete Novo Grad, was im Slawischen so viel wie Neue Burg bedeutet. Möglicherweise war damit der Schloßberg gemeint. Am 1. Januar 1239 wurde der Ort erstmals urkundlich erwähnt. Auf dem Burgberg waren zu dieser Zeit die Rittergutsbesitzer Borke von Kerkows ansässig.